# Aleuroclava carpini
Aleuroclava carpini là một loài côn trùng cánh nửa trong họ Aleyrodidae, phân họ Aleyrodinae.
Aleuroclava carpini được Takahashi miêu tả khoa học đầu tiên năm 1939.